# Grana (tijdschrift)
Grana is een wetenschappelijk tijdschrift dat zich richt op de palynologie en de aerobiologie. Sinds 1970 verschijnt het tijdschrift als Grana, tussen 1954 en 1969 verscheen het als Grana Palynologica. Onder deze titel werd het tijdschrift opgericht door Gunnar Erdtman. 
Het tijdschrift wordt gepubliceerd door Taylor & Francis onder de auspiciën van het Collegium Palynologicum Scandinavicum (CPS) in samenwerking met de International Association for Aerobiology (IAA). Het tijdschrift verschijnt vier keer per jaar, in een elektronische en een papieren versie. De hoofdredacteur is Else Marie Friis. Onder meer Madeline Harley maakt deel uit van de redactie. 
In het peer reviewed tijdschrift verschijnen onderzoeksartikelen met betrekking tot ontogenie (morfologie en ultrastructuur van stuifmeelkorrels en sporen van eukaryoten en hun belang voor plantentaxonomie, ecologie, fytogeografie, paleobotanie en dergelijke) en aerobiologie. Naast onderzoeksartikelen publiceert het tijdschrift korte mededelingen, boekrecensies en reviewartikelen. 